# Cobalt(II) naphthenat
Cobalt(II) naphthenat là tên gọi hỗn hợp các dẫn xuất cobalt(II) của acid naphthenic. Các phức chất này được sử dụng rộng rãi trong chất làm khô dầu cho quá trình tự oxy hóa của dầu làm khô. Naphthenat kim loại không được xác định rõ ràng theo nghĩa hóa học thông thường, để chỉ ra rằng chúng là hỗn hợp. Cobalt(II) naphthenat là chất xúc tác được sử dụng rộng rãi vì chúng hòa tan trong các chất nền không phân cực, chẳng hạn như nhựa alkyd hoặc dầu lanh. Trên thực tế, muối naphthenat là một loại hỗn hợp giúp tạo độ hòa tan các chất này ở mức cao. Ưu điểm thứ hai là chi phí thấp. Một hợp chất được xác định rõ thể hiện nhiều tính chất của cobalt(II) naphthenat là phức hợp cobalt(II) của acid 2-ethylhexanoic. Thông thường trong tài liệu kỹ thuật, naphthenat được mô tả là muối, nhưng chúng cũng có thể là phức hợp phối hợp không ion với cấu trúc tương tự như kẽm acetat kiềm.
Tính xúc tác của cobalt(II) naphthenat tương tự như tính xúc tác của các hợp chất liên quan có chứa mangan và sắt. Những chất như vậy đôi khi được phân loại là chất làm khô hoạt động. Là chất xúc tác có các trung tâm kim loại mang hoạt tính oxy hóa khử, chúng thúc đẩy các phản ứng oxy hóa khử với các chất trung gian chứa hydroperoxide.

## Điều chế
Cobalt(II) naphthenat được điều chế bằng cách cho cobalt(II) hydroxide hoặc cobalt(II) acetat tác dụng với acid naphthenic. Cobalt(II) naphthenat cũng được coi là sản phẩm phụ của quá trình tinh chế dầu mỏ.

## Độc tính và an toàn
Cobalt(II) naphthenat là một chất có độc tính vừa phải, có thể gây ra một loạt các tình trạng cấp tính và mãn tính, đồng thời nó cũng là chất gây ung thư. Nó thường được sử dụng dưới dạng pha loãng trong dầu. Thiết bị bảo hộ phải được sử dụng để tránh tiếp xúc với mắt và da. Hợp chất tinh khiết có mật độ hơi vào mức 3,9 (lấy không khí = 1) và áp suất hơi cực tiểu là 1 mmHg ở 25 °C (77 °F).